# دانشکده داروسازی و علوم دارویی اصفهان
دانشکده داروسازی و علوم دارویی دانشگاه علوم پزشکی اصفهان از جمله قدیمی‌ترین، مهم‌ترین و بزرگ‌ترین دانشکده‌های داروسازی سراسر کشور می‌باشد که در سال ۱۳۳۵ تأسیس شده است.

## تاریخچه
دانشکده داروسازی اصفهان در سال تحصیلی ۱۳۳۵–۱۳۳۴ بنابر اجازه رسمی وزارت فرهنگ تأسیس گردید و در ابتدا به صورت مشترک با دانشکده پزشکی و به ریاست دکتر حسین قلی اوژند اداره می‌شد. در تابستان سال ۱۳۳۵ پس از تهیه مقدمات و تجهیزات لازم اقدام به پذیرش دانشجو کرد که پس از برگزاری مسابقه ورودی تعداد ۱۵ نفر برای تحصیل انتخاب شدند که دو نفر از آن‌ها انصراف یا تغییر رشته دادند.
سر انجام اولین جلسه درس دانشکده داروسازی اصفهان در ساعت ۲ بعدازظهر روز ۱۶ دی ۱۳۳۴ تشکیل شد. پس از سخنرانی آقای دکتر اوژند رئیس دانشکده پزشکی و داروسازی جنای دکتر فضل‌الله حکمتیار اولین تدریس دانشکده را در زمینه شیمی تجزیه انجام داد.
برنامه تحصیل رشته داروسازی در آن زمان مطابق برنامه دانشکده داروسازی تهران اجرا می‌شد. دوره تحصیل برای دریافت درجه دکتری داروسازی حداقل ۵ و حداکثر ۷ سال بود و دانشجویان این رشته در مدت ۴ سال دروس نظری و عملی را در دانشکده و کارآموزی خود را در دواخانه‌های سطح شهر فرا می‌گرفتند و از نیمه دوم سال چهارم مجاز بودند که در صورت موفقیت در گذراندن دروس ارائه شده تحت راهنمایی یکی از اعضای هیئت علمی آموزشی دانشکده موضوع پایان‌نامه خود را انتخاب کنند
در سال ۱۳۳۷ پس از تلاش‌های پیگیر و مستمر اعضاء هیئت علمی و دانشجویان دانشکده و با موافقت وزارت فرهنگ دانشکده داروسازی از دانشکده پزشکی منفک و به صورت یک واحد آموزشی مستقل به کار خود ادامه داد. در این زمان بنابر گشایش دانشکده ادبیات و علوم انسانی ،دانشگاه اصفهان نیز رسمیت یافت. لازم است ذکر شود که در آن زمان وجود حداقل سه دانشکده برای رسمیت یافتن یک دانشگاه ضروری بود.
مسئولیت اداره دانشکده داروسازی در این زمان یه آقای دکتر عبدالباقی نواب و معاونت آن به دکتر حکمتیار واگذار شد. با توجه به همکاری‌های قبلی بین دانشکده داروسازی اصفهان و تهران طی حکمی از طرف وزیر فرهنگ آقای دکتر مهدی نامدار استاد دانشگاه تهران در اواخر آذر ماه سال ۱۳۳۷ به سرپرستی دانشکده داروسازی اصفهان منصوب گردید تا در انجام امور با آقای دکتر نواب همکاری کند.
در تیر ماه سال ۱۳۴۰ وزیر فرهنگ طی حکمی به دانشگاه اصفهان به علت کمبود بودجه و برخی مسائل دیگر دستور ادغام مجدد این دو دانشکده را صادر کرد و آقای دکتر حسینقلی اوژند را به ریاست آن منسوب کرد. در این زمان معاونت هر دو دانشکده را آقای دکتر حسین انواری بر عهده داشت.
از سال تحصیلی ۴۲–۱۳۴۱ به مدت حدود سه سال دانشکده داروسازی به دلیل کمبود استادان متخصص و امکانات و تجهیزات کافی بنا به دستور وزیر فرهنگ دانشجو نپذیرفت و دانشجویان ادامه تحصیل خود را در دانشکده داروسازی تهران ادامه دادند. سرانجام در آبان سال ۱۳۴۴ طی تلگرافی از سوی دبیرکل شورای مرکزی دانشگاه‌های کشور برقراری مجدد دوره داروسازی مورد موافقت قرار گرفت. بدین ترتیب نام دانشکده پزشکی به دانشکدهٔ پزشکی و داروسازی تغییر نام داد و جناب دکتر حکمتیار یه سمت ریاست فنی دانشکده داروسازی منصوب گردید.
در سال ۱۳۴۶ طی حکمی از شورای مرکزی دانشگاه دانشکده داروسازی از دانشکده پزشکی جدا شد و به نام دانشکده علوم دارویی تغییر نام داد. در این زمان سرپرستی دانشکده علوم دارویی به آقای دکتر ابوتراب نفیسی واگذار شد که با حفظ سمت استادی و ریاست دانشکده پزشکی، دانشکده علوم دارویی را نیز اداره می‌نمودند. در همین زمان بود که با همت دکتر عباس ادیب، طرح ساختمان فعلی دانشکده پزشکی ریخته شد و نقشه‌های مربوط به آن از تصویب گذشت.
در سال تحصیلی ۴۸–۱۳۴۷ دانشکده داروسازی اهواز منحل شد و دانشجویان آن به دانشکده داروسازی اصفهان منتقل شدند. این افراد که حدود ۵۰ نفر بودند همراه با سایر دانشجویان دانشکده به تدریج فارغ‌التحصیل شدند.
در سال تحصیلی ۵۲–۱۳۵۱ به دنبال فعالیت‌های پیگیر و مداوم دانشجویان و مسئولین وقت دوره ۴ ساله لیسانس علوم دارویی به دوره ۶ ساله دکتری داروسازی تبدیل شد. در این سال نیز نام دانشکده به دانشکده داروسازی و علوم دارویی تغییر نام داد. در سال ۱۳۵۲ نیز پذیرش دانشجو در رشته .M.Sc بیوشیمی به عنوان اولین دوره تحصیلات تکمیلی دانشکده و دانشگاه آغاز شد.
به دنبال برگزاری موفقیت‌آمیز چندین همایش علمی بین‌المللی در دانشکده در دهه ۵۰، تصمیماتی برای تشکیل اولین کنگره علوم دارویی ایران در دانشکده داروسازی و علوم دارویی اصفهان گرفته شد. در مهر ماه سال ۱۳۵۴ کمیته اولیه‌ای جهت بررسی شرایط و اقدامات اولیه برگزاری کنگره به عضویت آقایان دکتر محمد سوزنگر، دکتر حسین ضیاء، دکتر حسن امامی، دکتر تقی قفقازی و مهندس ایرج جوادی و به ریاست جناب دکتر علی وزیری تشکیل گردید. سپس تصمیم گرفته شد برنامه نهایی این کنگره طی جلسه‌ای که در آن رؤسای سایر دانشکده‌های داروسازی کشور حضور دارند به تصویب برسد. این جلسه در بهمن همان سال برگزار گردید و قرار شد که در روزهای ۵ الی ۱۳ اسفند سال ۱۳۵۵ این کنگره برگزار شود. دبیری کنگره در همان جلسه بر عهده جناب دکتر علی وزیری گذاشته شد. این کنگره در نهایت برگزار شد و بیش از ۲۰۰ نفر از محققین و دانشمندان کشورهای انگلستان، آلمان، اتریش، اسپانیا، نیوزلند، مصر، سودان، پاکستان، عراق و ایران شرکت کردند.

## گروه‌های آموزشی[۱]

### گروهفارماکولوژیوسم‌شناسی
تدریس فارماکولوژی در دانشکده پزشکی و داروسازی از سال ۱۳۳۰ آغاز گردید. سپس گروه فارماکولوژی و فیزیولوژی تشکیل شد تا اینکه در اواخر سال ۱۳۶۵ گروه فارماکولوژی از فیزیولوژِی مجزا شد و به شکل گروه مستقلی درآمد. این گروه در سال ۱۳۷۵ از دانشکده پزشکی به دانشکده داروسازی منتقل شد.
این گروه از سال ۱۳۶۳ در مقطع Ph.D دانشجو می‌پذیرد.

### گروهفارماسیوتیکس
این گروه از سال ۱۳۴۶ و با نام گروه مواد دارویی فعالیت خود را در دانشکده آغاز نمود. گروه فرماسیوتیکس یا داروسازی صنعتی از سال ۱۳۶۸ در مقطع Ph.D دانشجو می‌پذیرد.

### گروه فارماکوگنوزی
گروه فارماکوگنوزی فعالیت‌های خود را از سال ۱۳۵۱ شروع نمود و در سال ۱۳۷۰ به صورت رسمی از گروه مواد دارویی منفک گردید. این گروه از سال ۱۳۶۸ در مقطع Ph.D دانشجو می‌پذیرد.

### گروهشیمی دارویی
این گروه فعالیت‌های خود را در زمینه آموزشی و پژوهشی یه شکل امروزی عملاً از سال ۱۳۴۹ و تحت عنوان گروه داروهای شیمیایی و زهرشناسی آغاز نمود. این گروه از سال ۱۳۶۸ در مقطع Ph.D دانشجو می‌پذیرد.

### گروهبیوشیمی
تدریس دروس بیوشیمی از بدو تأسیس دانشکده پزشکی و داروسازی توسط استادان این گروه انجام می‌شد تا اینکه در سال ۱۳۴۶ این گروه تحت عنوان گروه بیوشیمی و تغذیه در دانشکده داروسازی رسماً موجودیت یافت.
در سال ۱۳۵۲ پذیرش دانشجو در رشته .M.Sc بیوشیمی به عنوان اولین دوره تحصیلات تکمیلی دانشکده و دانشگاه آغاز شد و از سال ۱۳۶۸ نیز در مقطع Ph.D دانشجو می‌پذیرد.

### گروهداروسازی بالینیو خدمات دارویی
این گروه فعالیت‌های آموزشی و پژوهشی خود را به صورت رسمی از سال ۱۳۸۲ آغاز نمود.

### گروهبیوتکنولوژیدارویی
این گروه فعالیت‌های آموزشی و پژوهشی خود را به صورت رسمی از سال ۱۳۸۲ آغاز نمود.

## امکانات

### مجله علمیRPS[۲]
مجله RPS یا Research in Pharmaceutical Sciences مقالات با کیفیت بالا به زبان انگلیسی در تمام زمینه‌های داروسازی و علوم دارویی شامل شیمی دارویی، مدل‌سازی مولکولی، فارماکوکینتیک و فارماکودینامیک، دارورسانی، فارماکوگنوزی، ارزیابی داروهای گیاهی، فارماکوتراپی و مراقبت‌های دارویی، داروسازی در اجتماع و فارماکو اپیدمیولوژی، فارماکولوژی، بیوشیمی آنالیتیکی و… را به چاپ می‌رساند.
مجله RPS توسط دانشکده داروسازی اصفهان در دو مجلد در سال منتشر می‌گردد. این مجله در Elsevier Bibliographic Databases. نمایه شده است. این Database شامل Scopus, EMBASE, EMCare, Compendex, GEOBASE, EMBiology, Elsevier BIOBASE, FLUIDEX, World Textiles and Mosby Yearbooks و… می‌باشد.

### کتابخانه[۳]
کتابخانه دانشکده داروسازی و علوم دارویی دانشگاه علوم پزشکی اصفهان از سال ۱۳۴۸ فعالیت خود را آغاز نموده و از سال ۱۳۷۵ به محل فعلی انتقال یافت هم‌اکنون کتابخانه با ساختمانی به مساحت ۱۰۰۰ متر مربع در چهار طبقه ابتدای در ورودی دانشکده قرار دارد. کتابخانه دانشکده داروسازی زیر مجموعه معاونت پژوهشی دانشکده داروسازی می‌باشد.
مرکز تحقیقات علوم دارویی اصفهان
تاریخچه
مرکز تحقیقات علوم دارویی اصفهان در اواخر سال ۱۳۸۱ مجوز اصولی تأسیس را از وزارت بهداشت، درمان و آموزش پزشکی اخذ نمود. در حال حاضر این مرکز در فضای داخل دانشکده استقرار یافته است.
اهداف
- توسعه و به‌کارگیری دانش بشری در زمینه علوم دارویی
- تربیت نیروی انسانی محقق در زمینه علوم دارویی
- ترغیب و تشویق و بکارگیری محققین علوم دارویی در جهت پیشبرد اهداف پژوهشی مرکز
- جمع‌آوری، تنظیم و طبقه‌بندی اسناد، مقالات و مدارک مربوط به علوم دارویی
- انجام فعالیت‌های بنیادی اپیدمیولوژیک و بالینی در جهت اصلاح نظام ارائه خدات بهداشتی درمانی کشور به منظور جوابگویی به نیازهای جامعه اسلامی
- کوشش در جلب توجه و همکاری مراکز تحقیقاتی و اجرایی مربوط در داخل کشور
- همکاری عملی با مراکز تحقیقاتی و آموزشی سایر کشورها و سازمان‌های بین‌المللی با رعایت قوانین و مقررات دولت جمهوری اسلامی ایران
خط مشی
- اولویت پروژه‌های کاربردی با جذب منابع مالی خارج از دانشگاه
- هماهنگی و همکاری با صنایع دارویی آرایشی و بهداشتی استان و کشور
- انجام پژوهش‌های گرانت دار که در قالب پایان‌نامه‌های دانشجوئی قابل انجام نیست.
- انجام پژوهشهای بنیادی-کاربردی بین مرکز تحقیقات علوم داروئی و دانشکده‌های داروسازی
گرایش تحقیقاتی
- طراحی و تولید داروهای پپتیدی و پروتئینی
- کشف داروهای جدید و مکمل‌های داروئی از گیاهان دارویی، طب سنتی و مکمل
- تولید و بهینه‌سازی مواد اولیه دارویی
- ارزیابی‌های زیستی
- ساخت و کنترل کیفی و کمی داروها (TDM, PMS)
- مراقبت‌های دارویی ، کنترل و ارزیابی‌های داروئی
- توکسیکولوژی و بررسی سمیت داروها
- فارماکولوژی ملکولی و پزشکی
- بیوتکنولوژی
وضعیت کنونی
در حال حاضر مرکز تحقیقات علوم داروئی پس از دریافت موافقت نهائی در سال جاری با راه اندازی و تجهیز آزمایشگاه تحقیقاتی خود، برگزاری کمیته‌های مشترک با مراکز صنعتی و کارخانجات داروسازی درتلاش برای هماهنگ نمودن طرح‌های تحقیقاتی با نیازهای صنعت و جذب طرح‌های تحقیقاتی کاربردی و بنیادی – کاربردی مختلف می‌باشد.
این تلاشها جهت افزایش فعالیت‌های پژوهشی در محور تولید دانش به ویژه در طراحی داروهای پپتیدی و پروتئینی، استفاده از سیستم‌های نوین دارورسانی، استفاده از نانو حاملها، داروهای نوترکیب بیوتکنولوژیکال، تولید دارو بر اساس سلول‌های بنیادی، و کشف یا بهینه‌سازی ملکولهای داروئی تحقیقاتی با توجه به دانش موجود از منابع طبیعی یا شیمی داروئی می‌باشد.